# 3 grosze (1816–1817)
3 grosze (1816–1817) – moneta trzygroszowa bita dla Wielkiego Księstwa Poznańskiego w latach 1816 i 1817.

## Awers
W centralnej części umieszczono ukoronowaną owalną tarczę z orłem pruskim, otoczoną wieńcem dębowym. Orzeł ma inicjały FRW na piersi od Fridericus Wilhelmus Rex – rzadko widoczne nawet na dobrze zachowanych egzemplarzach.

## Rewers
Na tej stronie umieszczono cyfrę 3, pod nią napis „GROSCHEN”, poniżej „GR.HERZ.”, pod nim „POSEN”, poniżej rok 1816 albo 1817, a na samym dole znak mennicy – literka A albo B, u góry, w półkolu napis: „60 EINEN THALER”.

## Opis
Moneta była bita w miedzi, w mennicach w Berlinie (literka A) i we Wrocławiu (literka B). Stopień rzadkości poszczególnych roczników przedstawiono w tabeli:
| Nominał  | Rok  | Znak mennicy | Mennica | Stopień rzadkości | Liczba egzemplarzy | Liczba odmian | Uwagi                                                                | Zdjęcie |
| -------- | ---- | ------------ | ------- | ----------------- | ------------------ | ------------- | -------------------------------------------------------------------- | ------- |
| 3 grosze | 1816 | A            | Berlin  | R5                | 26–120             | 1             | istnieją monety z napisem na rewersie PREUSS: zamiast GR.HERZ./POSEN |         |
| 3 grosze | 1816 | B            | Wrocław | R1                | 15 001–80 000      | 2             | istnieją monety z napisem na rewersie PREUSS: zamiast GR.HERZ./POSEN |         |
| 3 grosze | 1817 | A            | Berlin  | R3                | 601–3000           | 1             |                                                                      |         |

Monety były bite na nieco inną stopę niż miedziane monety I Rzeczypospolitej i Księstwa Warszawskiego, ale też lżejszą niż fenigi pruskie, tzn. 90 groszy z grzywny miedzi. Nominały odnosiły się do groszy polskich, czego jednak na monetach nie zaznaczono. Trzygroszówka powinna ważyć 7,8 grama. W rzeczywistości rozrzut wagowy poszczególnych egzemplarzy był znaczny.
Wśród kolekcjonerów pojawiają się sprzeczne opinie dotyczące klasyfikacji monet 3 grosze 1816 A Preuss oraz 3 grosze 1816 B Preuss. Ze względu na brak wybitej nazwy prowincji Wielkie Księstwo Poznańskie (po niemiecku Großherzogtum Posen), część numizmatyków przypisuje je prowincjom Prus Zachodnich i Prus Wschodnich, inni zaś klasyfikują te monety jako początkowego, tzn. błędnego bicia dla Wielkiego Księstwa Poznańskiego.